# Allergologie
Allergologie is een medisch specialisme dat zich met allergie bezighoudt. Dit betreft zowel diagnostiek als behandeling van de allergie. 

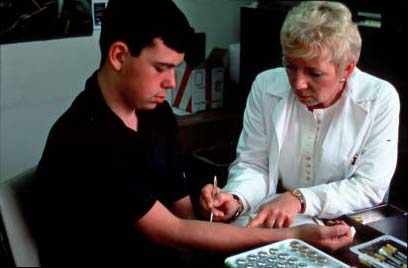
Test op allergie

## Aandachtsgebied
De belangrijkste ziektebeelden betreffen vooral de onmiddellijke  allergische reactie (z.g. type 1):
- Hooikoorts, allergische rinitis, allergische conjunctivitis, pollenallergie.
- Bijen-, wespen of hommelallergie.
- Voedselallergie zoals pinda, tarwe, kippenei.
- Allergie voor medicijnen.

Oogklachten en oorklachten worden tevens door respectievelijk oogarts en kno-arts behandeld. Eczeemklachten en testen voor type-IV-allergieën behoren meestal tot het takenpakket van de dermatoloog.

## Mogelijke behandelingen
Behandeling bestaat natuurlijk uit vermijden van de stof waarvoor iemand allergisch is - als dat mogelijk is tenminste. De verschijnselen van een allergie kunnen bestreden worden met bv. antihistaminica of corticosteroïden. Bij ernstige reacties kan een adrenaline-autoinjector verstrekt worden. Een aantal allergieën kan via desensibilisatie behandeld worden (pollenallergie, bijenallergie, sommige medicijnallergieën).

## Registratie
Het register voor allergologen en internist-allergologen is gesloten. Er kunnen dus geen artsen meer als allergoloog geregistreerd worden door de MSRC. Toch zijn er nog steeds artsen in opleiding tot allergoloog.